# 迪爾防務
迪爾防務有限責任及兩合公司（Diehl Defence GmbH & Co. KG）是一家德國武器製造商，公司類型為德國特有的一種結合有限責任公司及兩合公司的模式，總部位於烏柏林根。迪爾防務公司是迪爾集團旗下的的一個子公司，主要負責母公司的國防工業相關業務。
1960年，博登湖設備技術有限公司（BGT GmbH, Bodenseewerke Gerätetechnik GmbH）為歐洲生產美國AIM-9B響尾蛇空對空飛彈的主要承包商。2004年，博登湖設備技術有限公司和迪爾彈藥系統公司（Diehl Munitionssysteme GmbH & Co. KG）合併成立迪爾BGT防務公司（Diehl BGT Defence）。2017年2月，迪爾BGT防務公司和迪爾防務控股公司（Diehl Defence Holding）合併成立現今的迪爾防務公司。
基於生產響尾蛇空對空飛彈的紅外尋標彈頭的經驗，迪爾防務公司開發了IRIS-T中程空對空飛彈的導引彈頭。IRIS-T飛彈於2005年首次部署，截至2022年10月已被13個國家使用。

## 研發／生產產品
- 道尼爾毒蛇空對空飛彈（英语：Dornier Viper）（已取消）
- 阿米格反輻射飛彈（英语：ARMIGER）（已取消）
- LFK NG防空飛彈（已取消）
- HOPE/HOSBO精準導引炸彈（英语：HOPE/HOSBO）（無使用客戶）
- IDAS潛射防空飛彈（原計劃用於212A級潛艇，目前無使用客戶）
- 梭子魚超空泡魚雷（英语：Superkavitierender Unterwasserlaufkörper）（開發中）
- FIM-92刺針防空飛彈 - 德國從20世紀80年代末開始（於2004年起與雷神技術公司合資）獲得被動光學型刺針飛彈的開發和生產許可。迪爾彈藥系統公司最初是該項目的協調廠商，多尼爾航空（英语：Dornier Flugzeugwerke）擔任總承包商，博登湖設備技術有限公司則負責生產導引系統。最終迪爾防務吸收了該項目中各公司的負責業務。
- AIM-9響尾蛇飛彈
- 拉斐爾長釘反戰車飛彈
- IRIS-T中程空對空飛彈（以及防空飛彈版本）
- M270多管火箭系統的GMLRS彈藥
- PARS 3 LR反戰車飛彈
- 鐵拳三型火箭筒的碉堡剋星型號戰鬥部
- RIM-116公羊飛彈
- RBS-15飛彈
- SMArt 155毫米集束彈

### 手榴彈
- DM51攻防兩用手榴彈[5] [6] [7]
  - DM58訓練手榴彈[6] [7]
- DM61防禦手榴彈[6] [7]
  - DM78訓練手榴彈[6] [7]
- DM82手榴彈引信[6] [7]
- MK7 Mod 0艦艇水面發煙器[8]
- 76毫米IR/RP煙霧彈[8]
- 76毫米IR/RP空爆手榴彈[8]
- 80/81毫米IR/RP煙霧彈[8]
- RASMO快速煙霧彈[8]

## 藝廊

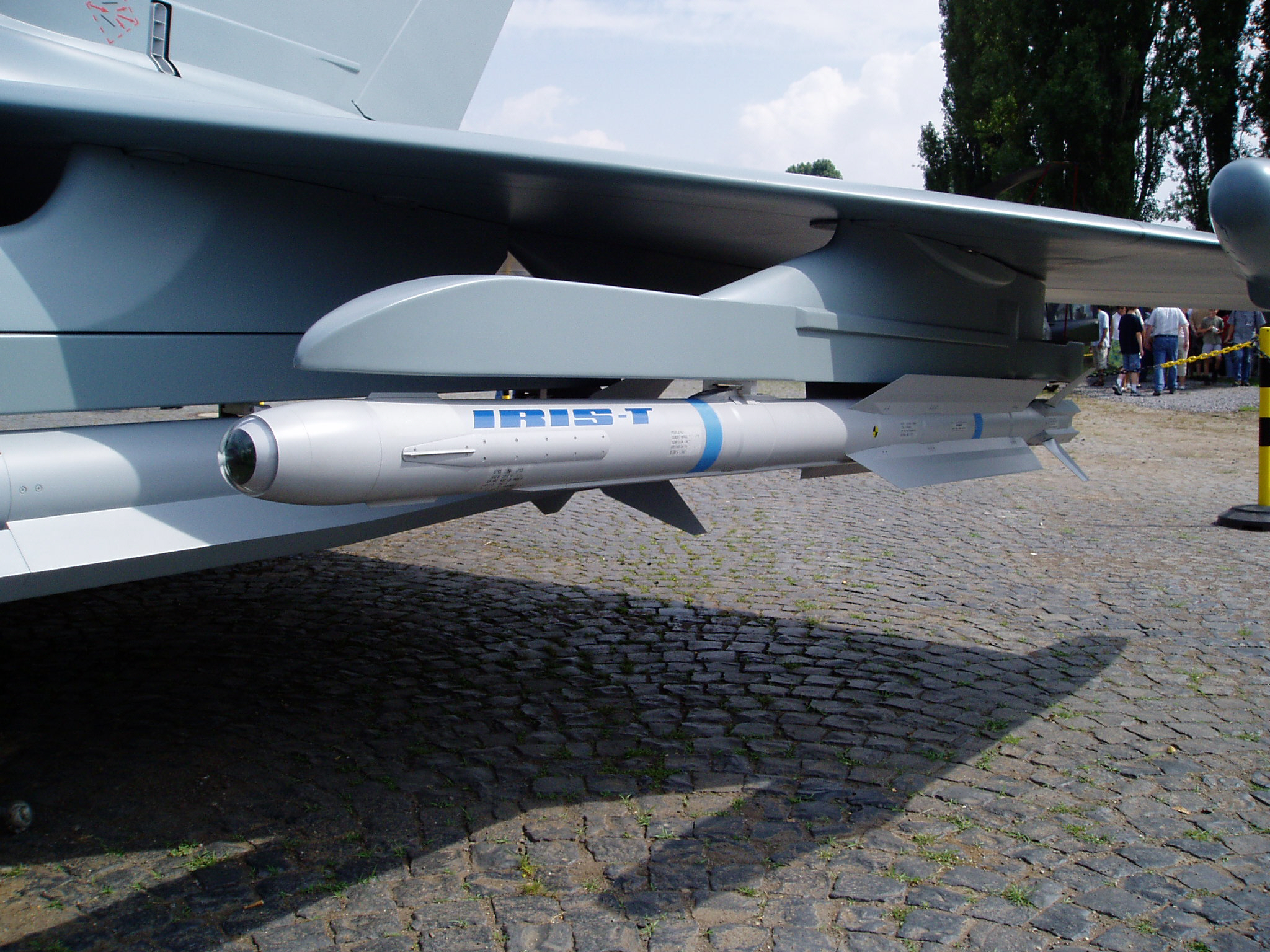
IRIS-T空對空飛彈。
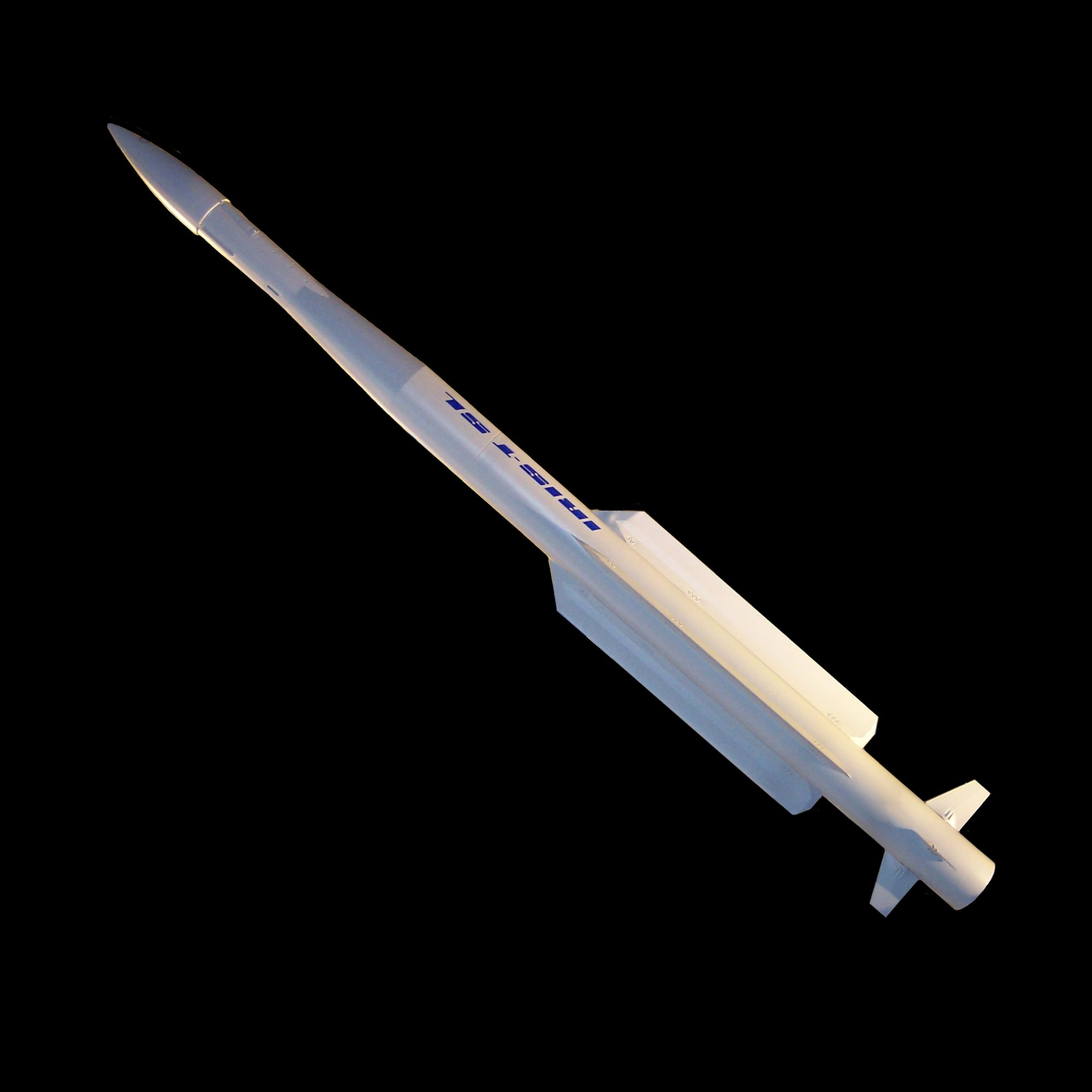
IRIS-T SL防空飛彈。
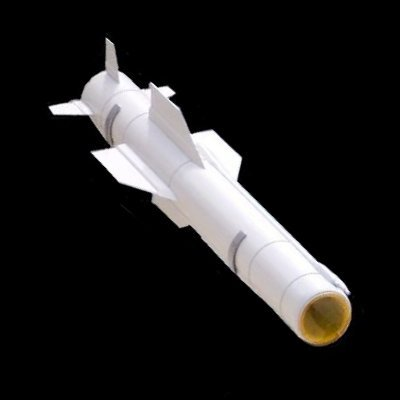
PARS 3 LR反戰車飛彈。
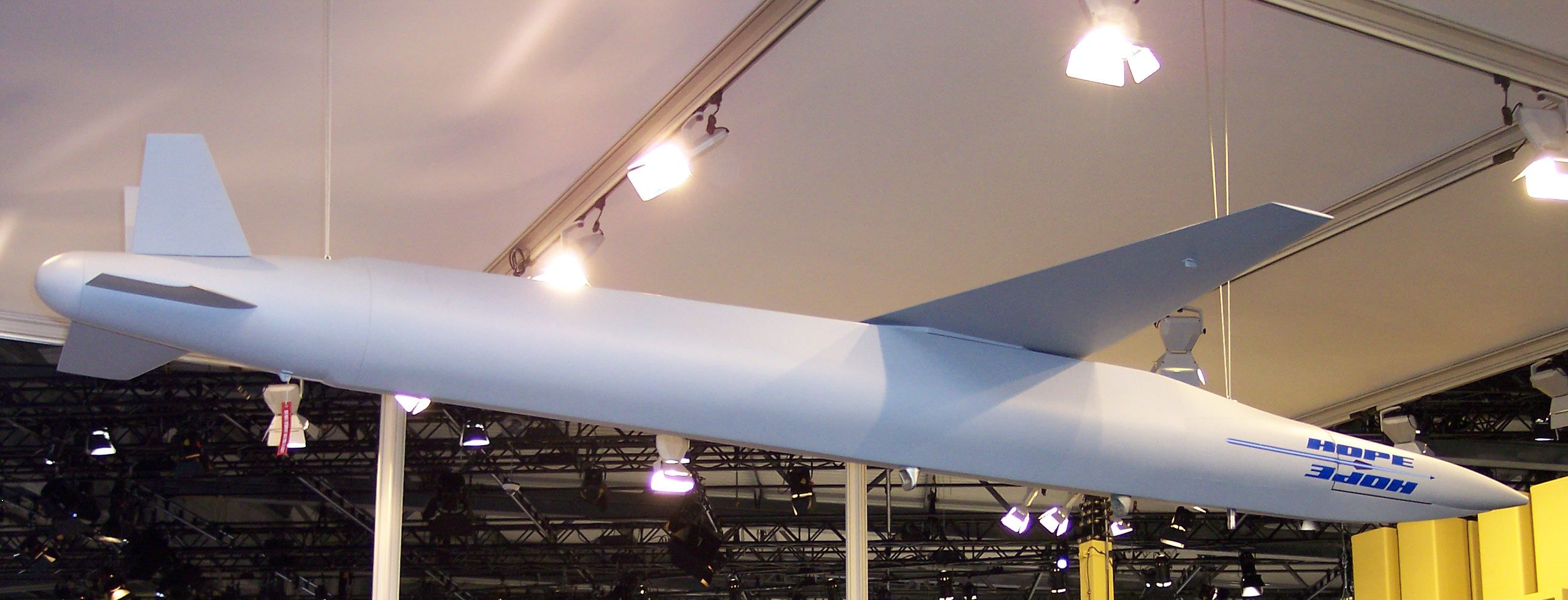
HOPE高性能精確導引鑽地炸彈。
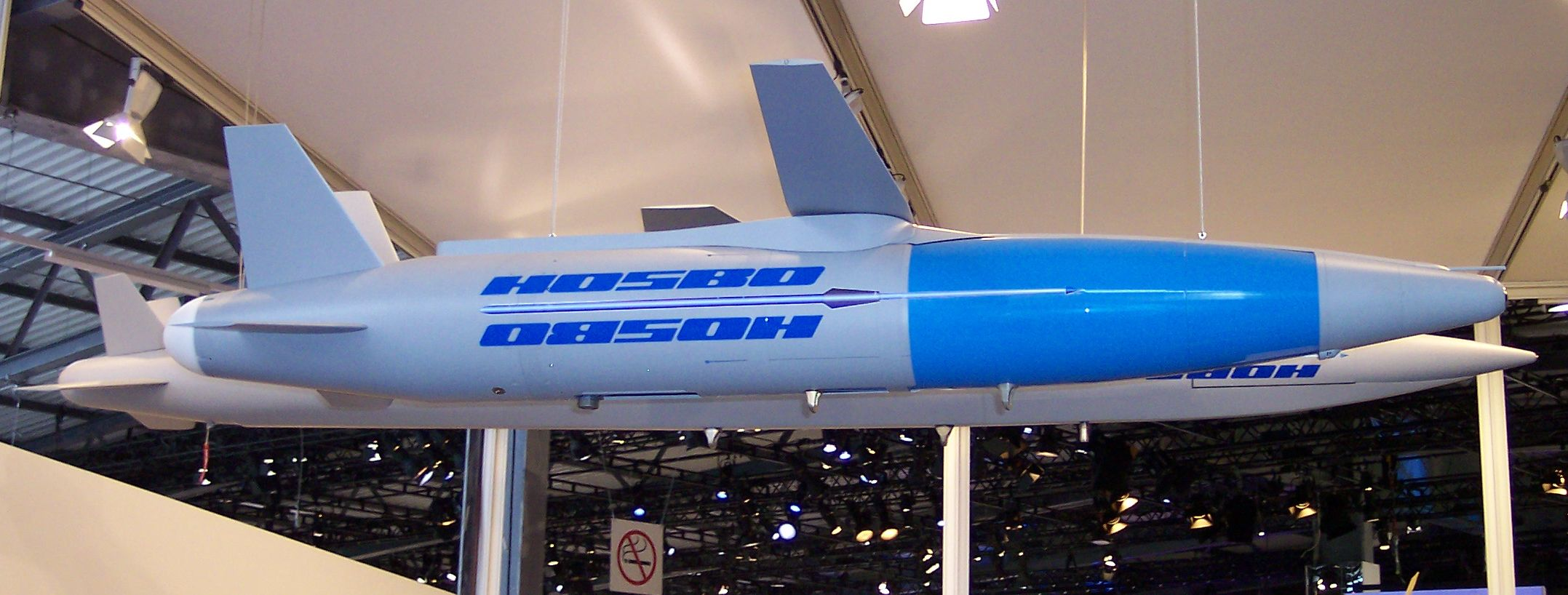
HOSBO高性能精確導引高爆炸彈。
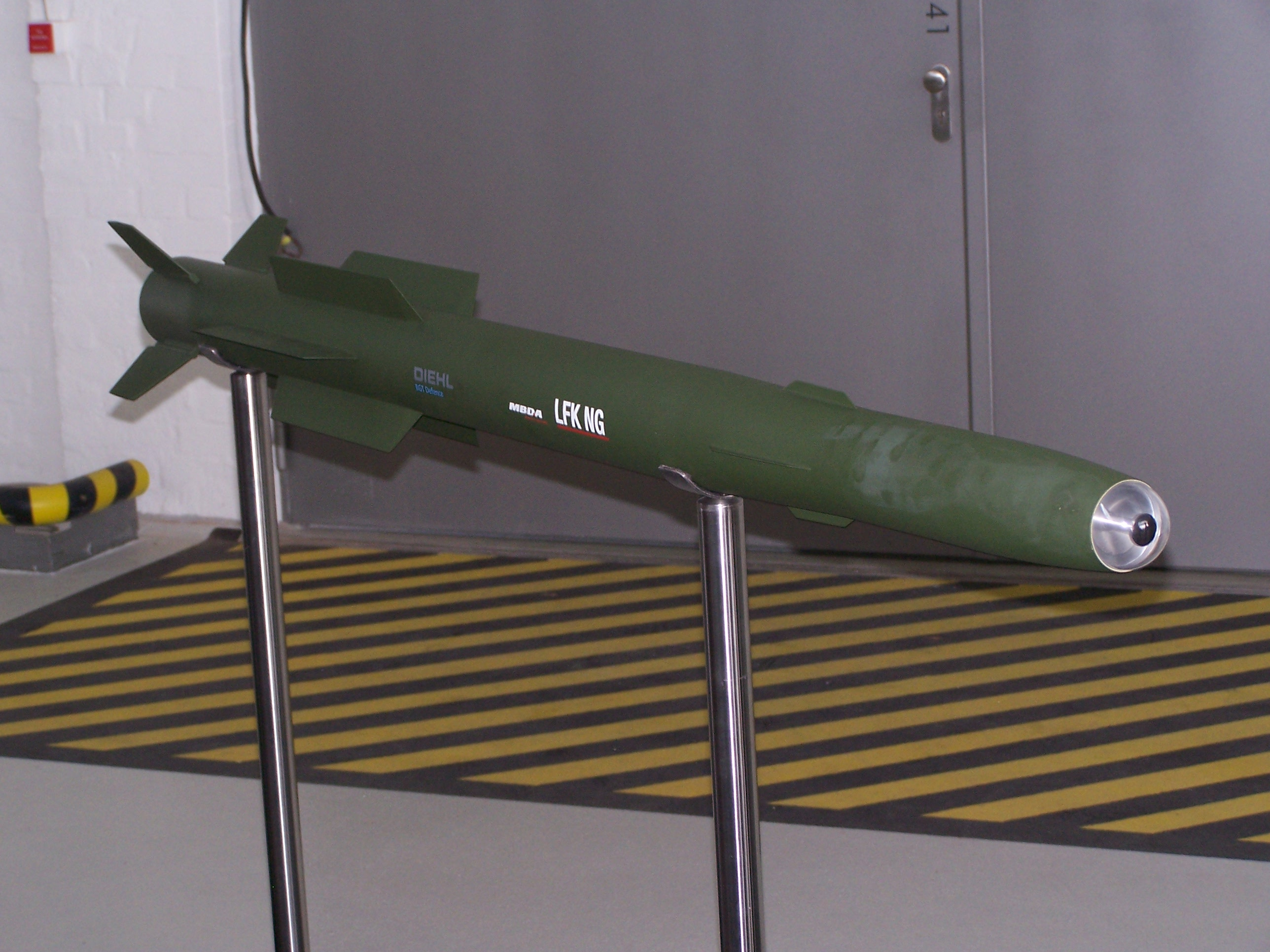
LFK NG防空飛彈。
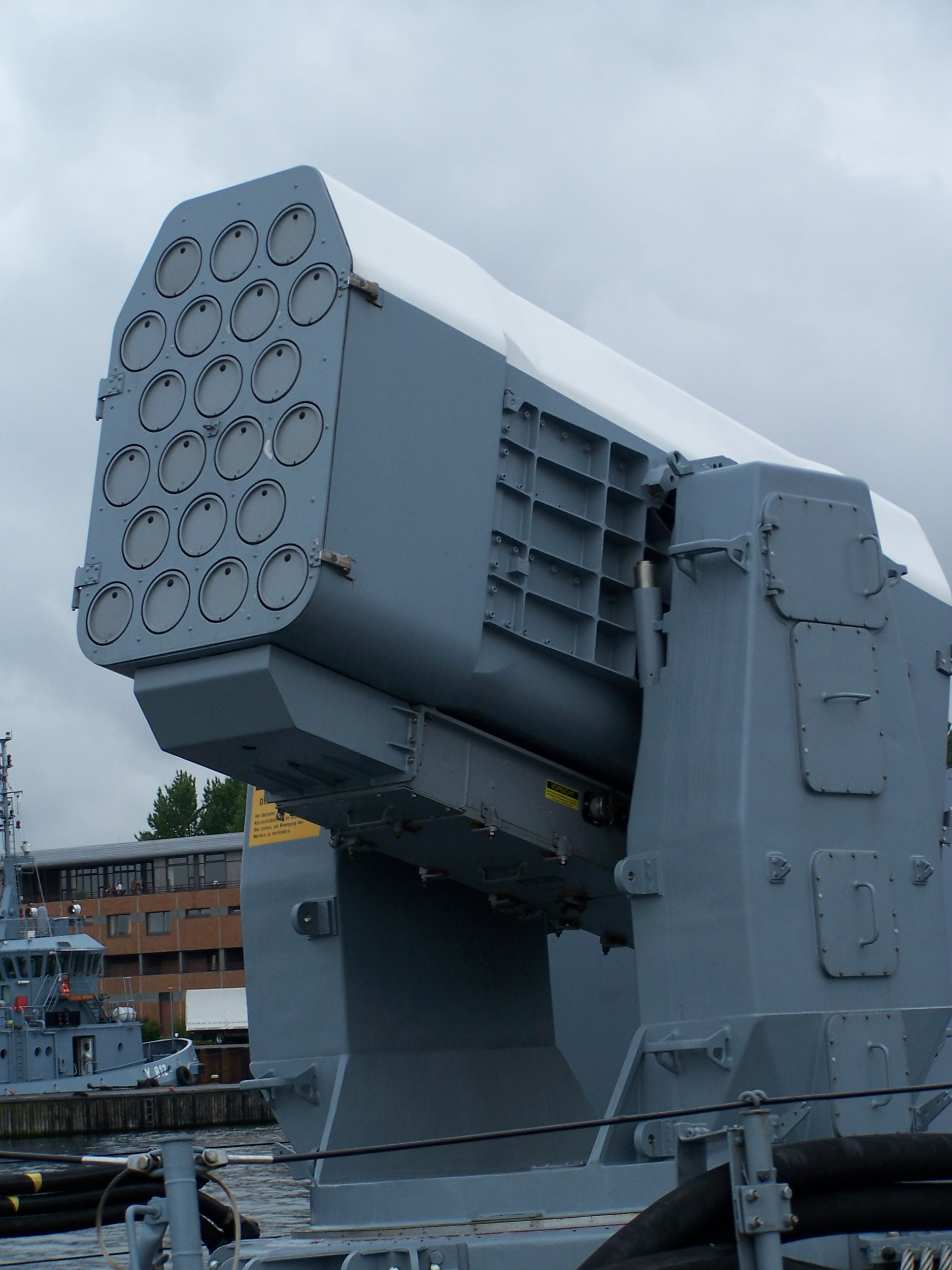
德國海軍獵豹級飛彈快艇（英语：Gepard-class fast attack craft）水鼬號（S74 Nerz）上的RIM-116公羊飛彈發射器。
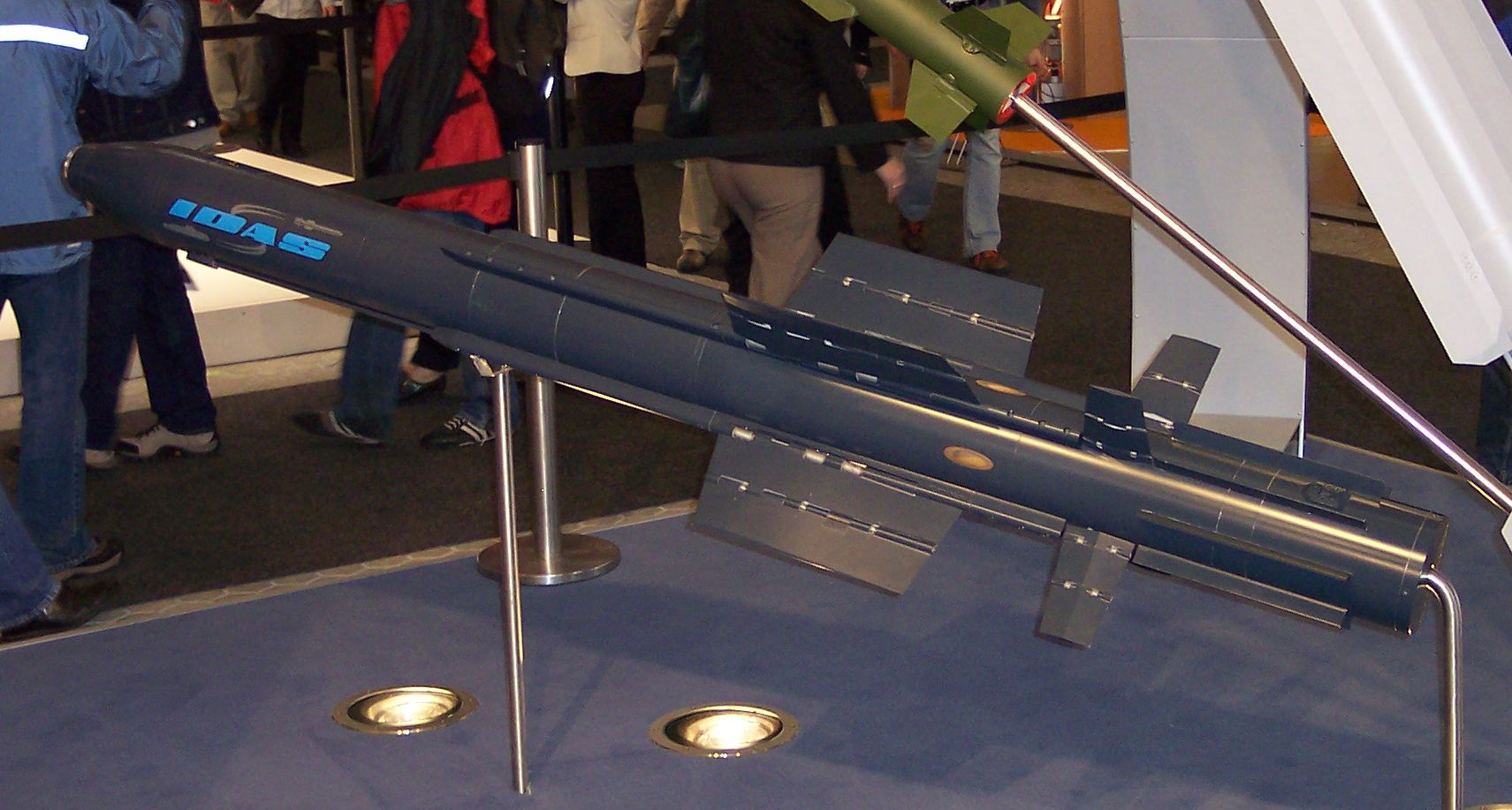
2006年柏林航空展上的IDAS潛射防空飛彈模型。
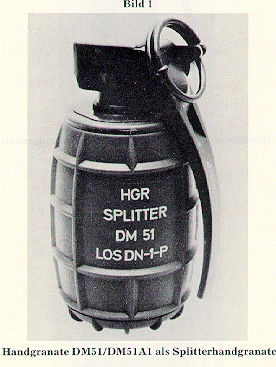
DM51攻防兩用手榴彈。

## 外部連結
- 官方网站